# Edition Eulenburg
Die Edition Eulenburg bzw. die Eulenburg Miniature Scores ist eine umfangreiche musikalische Taschenpartiturreihe mit Studienpartituren von Kammermusik, Bühnenwerken, Symphonien, Ouverturen, Konzerten, Opern, Kantaten, Motetten und verschiedenen anderen Werken. Sie erscheint heute im Schott Verlag.

Beethoven, Namensfeier (Umschlagabbildung der Nr. 632)

Die auf eine lange Tradition zurückblickende Edition Eulenburg enthält nach Verlagsangaben über 1.200 Werke und reicht von der Renaissance bis zur Musik des 20. Jahrhunderts, mit dem Schwerpunkt auf der Zeit vom Barock bis zur klassischen Moderne. Die Reihe, mit deren Herausgabe 1894 begonnen wurde, hieß zunächst Eulenburgs kleine Partitur-Ausgabe. Nahezu alle der darin enthaltenen Werke sind inzwischen gemeinfrei (siehe auch International Music Score Library Project & Wikisource).
Neben den einfachen Ausgaben im gelben Buchdeckel gab es früher von einigen Werken Liebhaberausgaben auf Bütten in Ganzleder bandgebunden, Ganzleinenbände und Halblederbände usw. Das Angebot des Verlages ist heute in weitere, äußerlich ähnliche Reihen aufgefächert (Eulenburg - Abkürzung):
ETP = Eulenburg Studienpartitur
EOS = Eulenburg Orchestral Series
ECS = Eulenburg Chamber Series
PC = Praeclassica
EAS = Eulenburg Audio + Score
Die folgende Übersicht zu den Eulenburg Studienpartituren (ETP) erhebt keinen Anspruch auf Aktualität oder Vollständigkeit.
Einige der früher im Programm befindlichen Komponisten oder Werke tauchen in aktuelleren Verlagsangeboten nicht mehr auf.

## ETP (Auswahl)
Angaben zu Komponisten und Werken erfolgen überwiegend in den üblichen Kürzeln.

### 1-100
- 1. Mozart, Streichquartett, G-Dur, KV 387
- 2. Beethoven, Streichquartett, cis-moll, op. 131
- 3. Haydn, Streichquartett, C-Dur, op. 76 no. 3 „Kaiserquartett“
- 4. Beethoven, Streichquartett, op. 135, F-Dur
- 5. Cherubini, Streichquartett no. 1, Es-Dur
- 6. Beethoven, Quartett, op. 132, a-moll
- 7. Mendelssohn, Quartett, op. 44, 2, e-moll
- 8. Mozart, Quartett, C-Dur KV 465
- 9. Beethoven, Quartett, op. 130, B-Dur
- 10. Haydn, Quartett, op. 76, 2, d-moll (Quinten-)
- 11. Schubert, Quartett, op. posth. d-moll „Der Tod und das Mädchen“
- 12. Beethoven, Septett, op. 20, Es-Dur
- 13. Mozart, Quintett, g-moll KV 516
- 14. Beethoven, Quartett, op. 95 f-moll
- 15. Schubert, Quintett, op. 163, C-Dur
- 16. Beethoven, Quartett, op. 18 no. 1, F-Dur
- 17. Beethoven, Quartett, op. 18 no. 2, G-Dur
- 18. Beethoven, Quartett, op. 18 no. 3, D-Dur
- 19. Beethoven, Quartett, op. 18 no. 4, c-moll
- 20. Beethoven, Quartett, op. 18 no. 5, A-Dur
- 21. Beethoven, Quartett, op. 18 no. 6, B-Dur
- 22. Beethoven, Quartett, op. 74, Es-Dur (Harfen-Quartett)
- 23. Cherubini, Streichquartett, d-moll
- 24. Mozart, Streichquartett, D-Dur, KV 499
- 25. Mozart, Streichquartett, D-Dur, KV 575
- 26. Mozart, Streichquartett, B-Dur, KV 589
- 27. Mozart, Streichquartett, F-Dur, KV 590
- 28. Beethoven, Quartett, op. 59, 1, F-Dur
- 29. Beethoven, Quartett, op. 59, 2, e-moll
- 30. Beethoven, Quartett, op. 59, 3, C-Dur
- 31. Beethoven, Quintett, op. 29, C-Dur
- 32. Mozart, Quartett, d-moll KV 421
- 33. Mozart, Quartett, Es-Dur KV 428
- 34. Mozart, Quartett, B-Dur (Jagd-) KV 458
- 35. Mozart, Quartett, A-Dur KV 464
- 36. Beethoven, Quartett, op. 127, Es-Dur
- 37. Mozart, Quintett, c-moll KV 406
- 38. Mozart, Quintett, C-Dur KV 515
- 39. Schubert, Quartett, op. 161, G-Dur
- 40. Schubert, Quartett, op. 29, a-moll
- 41. Beethoven, Streich-Trio, op. 3, Es-Dur
- 42. Beethoven, Streich-Trio, op. 9, 1, G-Dur
- 43. Beethoven, Streich-Trio, op. 9, 2, D-Dur
- 44. Beethoven, Streich-Trio, op. 9, 3, c-moll
- 45. Beethoven, Streich-Trio, op. 8, D-Dur (Seren.)
- 46. Cherubini, Quartett, C-Dur
- 47. Mendelssohn, Quartett, op. 12, Es-Dur
- 48. Mendelssohn, Quartett, op. 44, 1, D-Dur
- 49. Mendelssohn, Quartett, op. 44, 3, Es-Dur
- 50. Mozart, Quintett, D-Dur KV 593
- 51. Mozart, Quintett, Es-Dur KV 614
- 52. Haydn, Quartett, op. 33, 2, Es-Dur (Russ.-No. 2)
- 53. Haydn, Quartett, op. 33, 3, C-Dur (Vogel-)
- 54. Haydn, Quartett, op. 54, 1, G-Dur
- 55. Haydn, Quartett, op. 64, 5, D-Dur (Lerchen-)
- 56. Haydn, Quartett, op. 76, 4, B-Dur
- 57. Haydn, Quartett, op. 76, 5, D-Dur (ber. Largo)
- 58. Haydn, Quartett, op. 74, 3, g-moll (Reiter-)
- 59. Mendelssohn, Oktett, op. 20, Es-Dur
- 60. Schubert, Oktett, op. 166, F-Dur
- 61. Haydn, Quartett, op. 77, 1, G-Dur
- 62. Haydn, Quartett, op. 77, 2, F-Dur + op. 103, d-moll
- 63. Haydn, Quartett, op. 17 5, G-Dur
- 64. Haydn, Quart., op. 20, 6, A-Dur (Sonnen-No. 6)
- 65. Haydn, Quartett, op. 64, 3, B-Dur
- 66. Haydn, Quartett, op. 54, 2, C-Dur
- 67. Mendelssohn, Quintett, op. 87, B-Dur
- 68. Mendelssohn, Quartett, op. 13, a-moll
- 69. Haydn, Quartett, op. 76, 1, G-Dur
- 70. Mozart, Streich-Trio (Divert.) Es-Dur KV 563
- 71. Mozart, Klarinetten-Quintett, A-Dur KV 581
- 72. Mozart, Sextett (Divertimento) D-Dur KV 334
- 73. Mozart, Sextett (Divertimento) B-Dur KV 287
- 74. Schumann, Quartett, op. 41, 1, a-moll
- 75. Schumann, Quartett, op. 41, 2, F-Dur
- 76. Schumann, Quartett, op. 41, 3, A-Dur
- 77. Schumann, Klavier-Quartett, op. 47, Es-Dur
- 78. Schumann, Klavier-Quintett, op. 44, Es-Dur
- 79. Beethoven, Klavier-Trio, op. 97, B-Dur
- 80. Mendelssohn, Klavier-Trio, op. 49, d-moll
- 81. Mendelssohn, Klavier-Trio, op. 66, c-moll
- 82. Beethoven, Kl.-Tr., op. 70, l, D-Dur (Geister-)
- 83. Beethoven, Klavier-Trio, op. 70, 2, Es-Dur
- 84. Schubert, Klavier-Trio, op. 99, B-Dur
- 85. Schubert, Klavier-Trio, op. 100, Es-Dur
- 86. Schumann, Klavier-Trio, op. 63, d-moll
- 87. Schumann, Klavier-Trio, op. 80, F-Dur
- 88. Schumann, Klavier-Trio, op. 110, g-moll
- 89. Haydn, Quartett, op. 9, 1, C-Dur
- 90. Haydn, Quartett, op. 17, 6, D-Dur
- 91. Haydn, Quartett, op. 64, 4, G-Dur
- 92. Haydn, Quartett, op. 64, 6, Es-Dur
- 93. Haydn, Quartett, op. 20, 4, D-Dur (Sonnen-No. 4)
- 94. Haydn, Quartett, op. 20, 5 f-moll (Sonn.-No. 5)
- 95. Haydn, Quartett, op. 9, 4, d-moll
- 96. Haydn, Quartett, op. 55, 1, A-Dur
- 97. Spohr, Nonett, op. 31, F-Dur
- 98. Beethoven, Quartett, op. 133, B-Dur (Fuge)
- 99. Schumann, Klavier-Trio, op. 88, a-moll
- 100. Mozart, Serenade f. Blas-Instr., B-Dur KV 361

### 101-200
- 101. Mendelssohn, Quartett, op. 80, f-moll
- 102. Mendelssohn, Quartett, op. 81, E-Dur
- 103. Beethoven, Flötentrio, op. 25, D-Dur (Seren.)
- 104. Beethoven, Trio für Blasinstr., op. 87, C-Dur
- 105. Dittersdorf, Quartett, Es-Dur
- 106. Dittersdorf, Quartett, D-Dur
- 107. Dittersdorf, Quartett, B-Dur
- 108. Haydn, Quartett, op. 20, 2, C-Dur (Sonn.-No.2)
- 109. Haydn, Quartett, op. 64, 2, h-moll
- 110. Haydn, Quartett, op. 71, 1, B-Dur
- 111. Haydn, Quartett, op. 17, 1, E-Dur
- 112. Haydn, Quartett, op. 50, 4, fis-moll
- 113. Haydn, Quartett, op. 54, 3, E-Dur
- 114. Beethoven, Klavier-Quartett, op. l6, Es-Dur
- 115. Boccherini, Quintett, E-Dur
- 116. Schubert, Quartett, op. 168, B-Dur
- 117. Schubert, Quartette op. posth., g-moll
- 118. Schubert, Klavier-Quintett, op. 114, A-Dur (Forellen-)
- 119. Schubert, Quartett, op. 125, 2, E-Dur
- 120. Schubert, Quartett, op. 125, 1, Es-Dur
- 121: Schubert, Quartett, op. posth., D-Dur (D. 94) + op. posth., c-moll (D. 703)
- 122. Beethoven, Klavier-Trio, op. 1, 1, Es-Dur
- 123. Beethoven, Klavier-Trio, op. 1, 2, G-Dur
- 124. Beethoven, Klavier-Trio, op. 1, 3, c-moll
- 125. Spohr, Doppel-Quartett, op. 77, Es-Dur
- 126. Spohr, Oktett, op. 32, E-Dur
- 127. Beethoven, Sonate, op. 47, A-Dur (Kreutzer-)
- 128. Spohr, Doppel-Quartett, op. 65, d-moll
- 129. Spohr, Doppel-Quartett, op. 136, g-moll
- 130. Spohr, Doppel-Quartett, op. 87, e-moll
- 131. Cherubini, Quartett, op. posth., E-Dur
- 132. Cherubini, Quartett, op. posth., F-Dur
- 133. Cherubini, Quartett, op. posth. a-moll
- 134. Mendelssohn, Quintett, op. 18, A-Dur
- 135. Beethoven, Oktett f. Blasinstr., op. 103, Es-Dur
- 136. Dittersdorf, Quartett, G-Dur
- 137. Dittersdorf, Quartett, A-Dur
- 138. Dittersdorf, Quartett, C-Dur
- 139. Beethoven, Sextett f. Blasinstr., op. 71, Es-Dur
- 140. Beethoven, Sextett, op. 81 b, Es-Dur
- 141. Mozart, Sextett (Divertimento) D-Dur KV 205
- 142. Haydn, Quartett, op. 17, 2, F-Dur
- 143. Haydn, Quartett, op. 55, 3, B-Dur
- 144. Haydn, Quartett, op. 64, 1, C-Dur
- 145. Haydn, Quartett, op. 71, 2, D-Dur
- 146. Haydn, Quartett, op. 74, 1, C-Dur
- 147. Haydn, Quartett, op. 74, 2, F-Dur
- 148. Haydn, Quartett, op. 71, 3, Es-Dur
- 149. Haydn, Quartett, op. 1, 4, G-Dur
- 150. Haydn, Quartett, op. 3, 5, F-Dur (m. Serenade)
- 151. Haydn, Quartett, op. 9, 2, Es-Dur
- 152. Haydn, Quartett, op. 17, 4, c-moll
- 153. Haydn, Quartett., op. 33, 5, G-Dur (Russ.-No. 5)
- 154. Haydn, Quartett, op. 42, d-moll
- 155. Haydn, Quartett, op. 50, 5, F-Dur
- 156. Haydn, Quartett, op. 50, 6, D-Dur (Frosch-)
- 157. Haydn, Quartett, op. 17, 3, Es-Dur
- 158. Mozart, Klavier-Quartett, g-moll KV 478
- 159. Mozart, Klavier-Quartett, Es-Dur KV 493
- 160. Mozart, Klavier-Quintett, Es-Dur KV 452
- 161. Tschaikowsky, Quartett, op. 11, D-Dur
- 162. Haydn, Quartett, op. 51 (Sieben Worte)
- 163. Haydn, Quartett., op. 20, l, Es-Dur (Sonn.-No. l)
- 164. Haydn, Quartett, op. 20, 3, g-moll (Sonn.-No. 3)
- 165. Haydn, Quart., op. 33, l, h-moll (Russ.-No. 1)
- 166. Haydn, Quart., op. 33, 4, B-Dur (Russ.-No. 4)
- 167. Haydn, Quartett, op. 50, l, B-Dur
- 168. Haydn, Quartett, op. 50, 2, C-Dur
- 169. Haydn, Quartett, op. 50, 3, Es-Dur
- 170. Haydn, Quartett, op. 1, 1, B-Dur
- 171. Haydn, Quartett, op. 1, 2, Es-Dur
- 172. Haydn, Quartett, op. 1. 3, D-Dur
- 173. Haydn, Quartett, op. 1, 5, B-Dur
- 174. Haydn, Quartett, op. 1, 6, C-Dur
- 175. Haydn, Quartett, op. 2, 1, A-Dur
- 176. Haydn, Quartett, op. 2. 2, E-Dur
- 177. Haydn, Quartett, op. 2, 3, Es-Dur
- 178. Haydn, Quartett, op. 2, 4, F-Dur
- 179. Haydn, Quartett, op. 2, 5, D-Dur
- 180. Haydn, Quartett, op. 2, 6, B-Dur
- 181. Haydn. Quartett, ou. 3, 1, E-Dur
- 182. Haydn, Quartett, op. 3, 2, C-Dur
- 183. Haydn, Quartett, op. 3, 3, G-Dur
- 184. Haydn, Quartett, op. 3, 4, B-Dur
- 185. Haydn, Quartett, op. 3, 6, A-Dur
- 186. Haydn, Quartett, op. 9, 3, G-Dur
- 187. Haydn, Quartett, op. 9, 5, B-Dur
- 188. Haydn, Quartett, op. 9, 6, A-Dur
- 189. Haydn, Quartett, op. 33, 6, D-Dur (Russ.-No.6)
- 190. Haydn, Quartett, op. 55, 2, f-moll
- 191. Haydn, Quartett, op. 76, 6, Es-Dur
- 192. Mozart, Quartett, D-Dur KV 285
- 193. Mozart, Quartett, A-Dur KV 298
- 194. Mozart, Quartett, F-Dur KV 370
- 195. Mozart, Sextett (Divertimento) F-Dur KV 247
- 196. Tschaikovsky, Quartett, op. 22, F-Dur
- 197. Tschaikovsky, Quartett, op. 30, es-moll
- 198. Stanford, Quartett, op. 44, G-Dur
- 199. Stanford, Quartett, op. 45, a-moll
- 200. Beethoven, Klavier-Quintett, op. 16, Es-Dur

### 201-300
- 201. Borodin, Quartett, No. 2, D-Dur
- 202. Raff, Quartett, op. 192, 2, D-Dur
- 203. Volkmann, Quartett, op. 34, G-Dur
- 204. Volkmann, Quartett, op. 35, e-moll
- 205. Volkmann, Quartett, op. 37, f-moll
- 206. Volkmann, Quartett, op. 43, Es-Dur
- 207. Verdi, Quartett, e-moll
- 208. Sgambati, Quartett, op. 17, cis-moll
- 209. Boccherini, Quintette op. 45 No. 1-3 : für Oboe, 2 Violinen, Viola und Violoncello
- 210. Debussy, Quartett für 2 Violinen, Viola und Violoncello op. 10
- 211. Klughardt, Quartett op. 62, 2, g-moll
- 212. Brahms, Klavier-Quintett, op. 34, f-moll
- 213. Volkmann, Quartett, op. 14, g-moll
- 214. Beethoven, Quintett, op. 4, Es-Dur
- 215. Beethoven, Quintett, op. 104, c-moll
- 216. Beethoven, Quintett-Fuge, op. 137, D-Dur
- 217. Mozart, Sextett, F-Dur (Dorfmus.-) KV 522
- 218. Mozart, Quintett G-Dur (Nachtmus.) KV 525
- 219. Borodin, Quartett No. 1, A-Dur (Früher: Herzogenberg, Quartett, op. 63, f-moll)
- 220. Jongen, Quartett, c-moll
- 221. Volkmann, Klavier-Trio, op. 3, F-Dur
- 222. Volkmann, Klavier-Trio, op. 5, b-moll
- 223. Beethoven, Klavier-Trio, op. 11, B-Dur
- 224. Taubert, Quartett, op. 56, fis-moll
- 225. Klughardt, Quartett, op. 61. D-Dur
- 226. Foerster, Quartett, op. 15. E-Dur
- 227. Wilm, Sextett, op. 27, h-moll
- 228. Schumann, Märchenerzählungen, op. 132 (Früher: Nawratil, Quartett, op. 21, d-moll)
- 229. Sinding, Klavier-Quintett, op. 5, e-moll
- 230. Hochberg, Quartett, op. 22, Es-Dur
- 231. Hochberg, Quartett, op. 27, 1, D-Dur
- 232. Hochberg, Quartett, op. 27, 2, a-moll
- 233. Schubert, Klav.-Trio, op. 148, Es-Dur (Noct.)
- 234. Scontrino, Quartett, g-moll
- 235. Brahms, Sextett, op. 18, B-Dur
- 236. Brahms, Sextett, op. 36, G-Dur
- 237. Brahms, Quintett, op. 88, F-Dur
- 238. Brahms, Quintett, op. 111, G-Dur
- 239. Brahms, Quintett, op. 115, h-moll (Klarin.)
- 240. Brahms, Quartett, op. 51/1, c-moll
- 241. Brahms, Quartett, op. 51/2, a-moll
- 242. Brahms, Quartett, op. 67, B-Dur
- 243. Brahms, Klavier-Quartett, op. 25, g-moll
- 244. Brahms, Klavier-Quartett, op. 26, A-Dur
- 245. Brahms, Klavier-Quartett, op. 60 c-moll
- 246. Brahms, Klavier-Trio, op. 8, H-Dur
- 247. Brahms, Klavier-Trio, op. 87, C-Dur
- 248. Brahms, Klavier-Trio, op. 101, c-moll
- 249. Brahms, Horn-Trio, op. 40, Es-Dur
- 250. Brahms, Klarinetten-Trio, op. 114, a-moll
- 251. Tschaikowsky, Klav.-Trio, op. 50, a-moll
- 252. Beethoven, Rondino Es-Dur (Nachgel. Werk)
- 253. Gromis, Quartett, A-Dur
- 254. Bach, Brandenburg. Konzert No. 3, G-Dur BWV 1048
- 255. Bach, Brandenburg. Konzert No. 6, B-Dur BWV 1051
- 256. Buonamici, Quartett : G-Dur : für 2 Violinen, Viola und Violoncell
- 257. Bach, Brandenburg. Konzert No. 2, F-Dur BWV 1047
- 258. Sinigaglia, Konzert-Etude f. Quartett
- 259. Haydn, Klavier-Trio, No. 1, G-Dur
- 260. Süter, Quartett, op. 1, D-Dur
- 261. Scontrino, Quartett, C-Dur
- 262. Mozart, Haffner-Serenade KV 250
- 263. Händel, Concerto grosso No. 12, h-moll op. 6
- 264. Händel, Concerto grosso No. 1, G-Dur op. 6
- 265. Händel, Concerto grosso No. 2, F-Dur op. 6
- 266. Händel, Concerto grosso No. 3, e-moll op. 6
- 267. Händel, Concerto grosso No. 4, a-moll op. 6
- 268. Händel, Concerto grosso No. 5, D-Dur op. 6
- 269. Händel, Concerto grosso No. 6, g-moll op. 6
- 270. Händel, Concerto grosso No. 7, B-Dur op. 6
- 271. Händel, Concerto grosso No. 8, c-moll op. 6
- 272. Händel, Concerto grosso No. 9, F-Dur op. 6
- 273. Händel, Concerto grosso No. 10, d-moll op. 6
- 274. Händel, Concerto grosso No. 11, A-Dur op. 6
- 275. Smetana, Quartett, e-moll (Aus m. Leben)
- 276. Grieg, Quartett, op. 27, g-moll
- 277. Sinding, Quartett, op. 70, a-moll
- 278. Beethoven, Klavier-Trio (Kakadu-Variationen), G-Dur, op. 121 a
- 279, Schroeder, Quartett, op. 80, d-moll
- 280. Bach, Brandenburg. Konzert No. 1, F-Dur BWV 1046
- 281. Bach, Brandenburg. Konzert No. 4, G-Dur BWV 1049
- 282. Bach, Brandenburg. Konzert No. 5, D-Dur BWV 1050
- 283. August Reuss, Quartett, op. 25, d-moll
- 284. Smetana, Quartett, d-moll (Früher: Stillman-Kelley, Quartett, op. 25, C-Dur)
- 285. Wolf, Quartett, d-moll
- 286. Wolf, Ital. Serenade für Quartett, G-Dur
- 287. Reger, Flöten-Trio(Serenade), op. 77a, D-Dur
- 288. Reger, Streich-Trio, op. 77b, a-moll
- 289. Mojsisovics, Streich-Trio, op. 21, A-Dur
- 290. Scontrino, Quartett, a-moll
- 291. Schroeder, Quartett, op. 89, C-Dur
- 292. Strauss, Klavier-Quartett, op. 13, c-moll
- 293. Reger, Quartett, op. 109, Es-Dur
- 294. Sibelius, Quartett, op. 56, d-moll (Voces intimae)
- 295. Reger, Klavier-Quartett, op. 113, d-moll
- 296. Reger, Sextett, op. 118, F-Dur
- 297. Beethoven, Quartett F-dur n. d. Son. op. 14/1
- 298. Dvořák, Quartett, op. 4 d-moll
- 299. Dvořák, Quartett, op. 51, Es-Dur
- 300. Dvořák, Quartett, op. 61, C-Dur

### 301-400
- 301. Dvořák, Quartett, op. 80, E-Dur
- 302. Dvořák, Quartett, op. 96, F-Dur
- 303. Dvořák, Quartett, op. 105, As-Dur
- 304. Dvořák, Quartett. op. 106, G-Dur
- 305. Dvořák, Klavier-Quintett, op. 8l, A-Dur
- 306. Dvořák, Streich-Quintett, op. 97, Es-Dur
- 307. Scontrino, Praeludium und Fuge, e-moll
- 308. Mozart, Serenade f. 8 Blasinstr., Es-Dur KV 375
- 309. Mozart, Serenade f. 8 Blasinstr., c-moll KV 388
- 310. Bruckner, Streich-Quintett, E-Dur
- 311. August Reuss, Quartett, op. 31, E-Dur
- 312. Reger, Flöten-Trio (Seren.), op. 141a, G-Dur
- 313. Reger, Streich-Trio, op. 141b, d-moll
- 314. Reger, Quartett, op. 121, fis-moll
- 315. Klose, Quartett (Ein Tribut in vier Raten), Es-Dur
- 316. Mendelssohn, Arnold, Quartett, op. 67, D-Dur
- 317. Grieg, Quartett, F-Dur (unvollendet)
- 318. Schönberg, Sextett (Verklärte Nacht) op. 4
- 319. Reger, Quartett, op. 74, d-moll
- 320. Straesser, Quartett, op. 42, d-moll
- 321. Scontrino, Quartett, E-Dur
- 322. Reger, Klarinetten-Quintett, op. 146, A-Dur
- 323. Franck, Quartett, D-Dur
- 324. Pfitzner, Klavier-Quintett, op. 23, C-Dur
- 325. Suter, Sextett, op. 18, C-Dur
- 326. Suter, Quartett, op. 20, G-Dur
- 327. Andreae, Quartett, op. 33, e-moll
- 328. Barblan, Quartett, op. 19, D-Dur
- 329. Franck, Klavier-Quintett, f-moll
- 330. Dvořák, Klavier-Quartett. op. 87, Es-Dur
- 331. Dvořák, Klavier-Trio, op.'6.5. f-moll
- 332. Dvořák, Klavier-Trio, op. 90, e-moll
- 333. Reger, Klavier-Quartett, op. 133, a-moll
- 334. Schönberg, Quartett, op. 7. d-moll
- 335. Smetana, Klavier-Trio, op. 15, g-moll
- 336. Reger, Klavier-Quintett, op. posth., c-moll
- 337. Dvořák, Sextett, op. 48, A-Dur
- 338. Dvořák, Quintett, op. 77, G-Dur
- 339. Dohnanyi, Quartett, op. 15, Des-Dur
- 340. Reger, Klavier-Quintett, op. 64, c-moll
- 341. Saint-Saens, Klavier-Trio, op. 18, F-Dur
- 342. Saint-Saens, Klavier-Quintett, op. 14, a-moll
- 343. Dohnanyi, Klavier-Quintett op. 26 Es-moll
- 344. Nápravník, Quartett, op. 16, E-Dur
- 345. Tscherepnin, Quartett, op. 11, a-moll
- 346. Haas, Quartett. op. 32. C-Dur
- 347. Mozart, Horn-Quintett, Es-Dur KV 407
- 348. Corelli, Concerto Grosso op. 6 No. 8, g-moll (Weihn.-Konzert)
- 349. Mozart, Divertimento No. 2, D-Dur KV 251
- 350. Graener, Quartett, op. 65, a-moll
- 351. Mozart, Divertimento No. 13, F-Dur KV 253
- 352. Mozart, Divertimento No. 14, B-Dur KV 270
- 353. Schubert. Quartett, op. posth., D-Dur
- 354. Schubert, Quartettsatz, op. posth. c-moll
- 355. Haydn, Quartett, op. 77, 2, m F-Dur
- 356. Haydn, Quartett, op. 103, B-Dur
- 357. Corelli, Concerto grosso op. 6 No. 1, D-Dur
- 358. Corelli, Concerto grosso op. 6 No. 3, c-moll
- 359. Corelli, Concerto grosso op. 6 No. 9, F-Dur
- 360. Franck, Klaviertrio, op. 1 No. 1, fis-moll FWV 1[3]
- 361. Geminiani, Concerto grosso op. 3 No. 1, D-Dur
- 362. Geminiani, Concerto grosso op. 3 No. 2, g-moll
- 363. Geminiani, Concerto grosso op. 3 No. 3, e-moll
- 364. Geminiani, Concerto grosso op. 3 No. 4, d-moll
- 365. Geminiani, Concerto grosso op. 3 No. 5, B-Dur
- 366. Geminiani, Concerto grosso op. 3 No. 6, e-moll
- 367. Malipiero, Quartett (Cantàri alla madrigalesea)
- 368. Zilcher, Suite, op. 77, g-moll
- 369. Mozart, Adagio und Fuge c-moll KV 546/426 (Früher: Wolf-Ferrari, Quartett, op. 23, e-moll)
- 370. Nelhybel, Quintett No. 1 (Früher: Wolf-Ferrari, Quintett op. 24 C-Dur)
- 371. Nelhybel, Streichquartett
- 372. Heinichen, Concerto grosso, G-Dur
- 373. Boccherini, Serenade
- 374, Händel, Concerto grosso F-Dur op. 3/4, HWV 315
- 375. Manfredini, Concerto grosso, op. 3, 12, C-Dur
- 376. Mozart, Trio, Es-Dur, KV 498
- 377. Händel, Concerto grosso B-Dur op. 3/1, HWV 312
- 378. Händel, Concerto grosso B-Dur op. 3/2, HWV 313
- 379. Händel, Concerto grosso G-Dur op. 3/3, HWV 314
- 380. Händel, Concerto grosso F-Dur op. 3/4a, HWV 315
- 381. Händel, Concerto grosso d-Moll op. 3/5, HWV 316
- 382. Händel, Concerto grosso D-Dur op. 3/6 HWV 317
- 383. Händel, Concerto grosso C-Dur Alexander Fest HWV 318
- 384. Weber, Trio, g-moll, J. 253
- 385. Schostakowitsch, Quartett No. 1 C-Dur op. 49
- 386. Schostakowitsch, Quartett No. 2 A-Dur op. 68
- 387. Schostakowitsch, Quartett No. 3 F-Dur op. 73
- 388. Schostakowitsch, Quartett No. 4 D-Dur op. 83
- 389. Schostakowitsch, Quartett No. 5 B-Dur op. 92
- 390. Schostakowitsch, Quartett No. 6 G-Dur op. 101
- 391. Schostakowitsch, Quartett No. 7 fis-moll op. 108
- 392. Schostakowitsch, Quartett No. 8, C-Dur op. 110
- 393. Heinichen, Concerto
- 394. Mozart, Divertimento No. 8, F-Dur
- 395. Mozart, Divertimento No. 9, B-Dur
- 396. Mozart, Divertimento No. 12, Es-Dur
- 397. Beethoven, Trio G-Dur
- 398. Pfister, Quintett op. 95, D-Dur
- 399. Elgar, Klavierquintett a-moll op. 84
- 400. Weber, Trio g-moll, J. 259

### 401-500
- 401. Mozart, Sinfonie C-Dur (Jupiter) KV 551
- 402. Beethoven, Sinfonie No. 5, c-moll
- 403. Schubert, Sinfonie h-moll (unvoll.)
- 404. Mozart, Sinfonie g-moll KV 550
- 405. Beethoven, Sinfonie No. 3, Es-Dur (Eroica)
- 406. Mendelssohn, Sinfonie No. 3, a-moll
- 407. Beethoven, Sinfonie No. 6, F-Dur (Pastorale)
- 408. Schumann, Sinfonie No. 3, Es-Dur
- 409. Haydn, Sinfonie No. 104, D-Dur (London)
- 410. Schubert, Sinfonie No. 7, C-Dur
- 411. Beethoven, Sinfonie No. 9, d-moll
- 412. Beethoven, Sinfonie No. 7, A-Dur
- 413. Schumann, Sinfonie No. 4, d-moll
- 414. Beethoven, Sinfonie No. 4, B-Dur
- 415. Mozart, Sinfonie No. 39, Es-Dur, KV 543
- 416. Beethoven, Sinfonie No. 8, F-Dur
- 417. Schumann, Sinfonie No. 1, B-Dur
- 418. Beethoven, Sinfonie No. 1, C-Dur
- 419. Beethoven, Sinfonie No. 2, D-Dur
- 420. Mendelssohn, Sinfonie No. 4, A-Dur
- 421. Schumann, Sinfonie No. 2, C-Dur
- 422. Berlioz, Symphonie Fantastique, op. 14
- 423. Berlioz, Harold in Italien, op. 16
- 424. Berlioz, Romeo und Julia, op. 17
- 425. Brahms, Sinfonie No. 1, c-moll
- 426. Brahms, Sinfonie No. 2, D-Dur
- 427. Brahms, Sinfonie No. 3, F-Dur
- 428. Brahms, Sinfonie No. 4, e-moll
- 429. Tschaikowsky, Sinfonie No. 6, e-moll
- 430. Tschaikowsky, Sinfonie No. 4, f-moll
- 431. Haydn, Sinfonie No. 99, Es-Dur
- 432. Haydn, Sinfonie No. 85 [15], B-Dur (La Reine)
- 433. Dvořák, Sinfonie No. 9, e-moll (Aus der neuen Welt)
- 434. Haydn, Sinfonie No. l00 [11], G-Dur (Mil.)
- 435. Haydn, Sinfonie No. 94 [6], G-Dur (Pknschl.)
- 436. Haydn, Sinfonie No. 92 [16], G-Dur (0xf.)
- 437. Mozart, Sinfonie No. 35 D-Dur KV 385
- 438. Haydn, Sinfonie No. 102 [12], B-Dur
- 439. Haydn, Sinfonie No. 101 [4], D-Dur (Glock.)
- 440. Strauss, Don Juan
- 441. Strauss, Macbeth
- 442. Straus, Tod und Verklärung
- 443. Strauss, Till Eulenspiegel
- 444. Strauss, Zarathustra
- 445. Strauss, Don Quixote
- 446. Mozart, Sinfonie D-Dur (o. Men) KV 504
- 447. Liszt, Ce qu’on entend sur la montagne (Berg-Symphonie) Sinfonische Dichtung No. 1
- 448. Liszt, Tasso, Lamento e Trionfo Sinfonische Dichtung No. 2
- 449. Liszt, Les Préludes Sinfonische Dichtung No. 3
- 450. Liszt, Orpheus Sinfonische Dichtung No. 4
- 451. Liszt, Prometheus Sinfonische Dichtung No. 5
- 452. Liszt, Mazeppa Sinfonische Dichtung No. 6
- 453. Liszt, Festklänge Sinfonische Dichtung No. 7
- 454. Liszt, Héroïde funèbre (Heldenklage) Sinfonische Dichtung No. 8
- 455. Liszt, Hungaria Sinfonische Dichtung No. 9
- 456. Liszt, Hamlet Sinfonische Dichtung No. 10
- 457. Liszt, Die Hunnenschlacht Sinfonische Dichtung No. 11
- 458. Liszt, Die Ideale Sinfonische Dichtung No. 12
- 459. Bruckner, Sinfonie No. 1, c-moll
- 460. Bruckner, Sinfonie No. 2, c-moll
- 461. Bruckner, Sinfonie No. 3, d-moll
- 462. Bruckner, Sinfonie No. 4, Es-Dur (romantische)
- 463. Bruckner, Sinfonie No. 5, B-Dur
- 464. Bruckner, Sinfonie No. 6, A-Dur
- 465. Bruckner, Sinfonie No. 7, E-Dur
- 466. Bruckner, Sinfonie No. 8, c-moll
- 467. Bruckner, Sinfonie No. 9, d-moll
- 468. Haydn, Sinfonie No. 93 [5], D-Dur
- 469. Haydn, Sinfonie No. 103 [1], Es-Dur (Paukenwirbel)
- 470. Volkmann, Sinfonie No. 1, d-moll
- 471. Smetana, Vyšehrad
- 472. Smetana, Moldau
- 473. Smetana, Šárka
- 474. Smetana, Aus Böhmens Hain und Flur
- 475. Smetana, Tábor
- 476. Smetana, Blanik
- 477. Liszt, Faust-Symphonie
- 478. Strauss, Aus Italien
- 479. Tschaikowsky, Sinfonie No. 6, h-moll (Pathétique)
- 480. Haydn, Sinfonie No. 95 [9], c-moll
- 481. Haydn, Sinfonie No. 96 [14], D-Dur
- 482. Franck, Sinfonie d-moll
- 483. Haydn, Sinfonie No. 97 [7], C-Dur
- 484. Haydn, Sinfonie No. 86 [10], D-Dur
- 485. Haydn, Sinfonie No. 98 [8], B-Dur
- 486. Haydn, Sinfonie No. 45 [18], fis-moll (Abschied)
- 487. Haydn, Sinfonie No. 88 [13], G-Dur
- 488. Haydn, Sinfonie No. 82 [17], C-Dur (L'ours)
- 489. Rimsky-Korsakow, Antar (Symph. No. 2)
- 490. Borodin, Sinfonie No. 1, Es-Dur
- 491. Borodin, Sinfonie No. 2, h-moll
- 492. Mahler, Sinfonie No. 7
- 493. Rimsky-Korsakow, Scheherazade
- 494. Glasunow, Sinfonie No. 4, Es-Dur
- 495. Glasunow, Sinfonie No. 8, Es-Dur
- 496. Skrjabin, Divin Poème
- 497. Skrjabin, Le Poème de l’Extase
- 498. Strauss, Heldenleben
- 499. Strauss, Alpen-Symph.
- 500. Tschaikowsky, Manfred

### 501-600
- 501. Borodin, Sinfonie No. 3 a-moll
- 502. Mozart, Sinfonie C-Dur KV 425
- 503. Skrjabin, Sinfonie No. 2, c-moll
- 504. Schubert, Sinfonie No. 1, D-Dur
- 505. Schubert, Sinfonie No. 2, B-Dur
- 506. Schubert, Sinfonie No. 3, D-Dur
- 507. Schubert, Sinfonie No. 4, c-moll (Tragische)
- 508. Schubert, Sinfonie No.5, B-Dur
- 509. Schubert, Sinfonie No. 6, C-Dur
- 510. Strauss, Sinfonia domestica
- 511. Haydn, Sinfonie No. 73 [26] D-Dur (Chasse)
- 512. Haydn, Sinfonie No. 31, D-Dur (mit Hornsignal)
- 513. Haydn, Sinfonie No.7, C-Dur (Le Midi)
- 514. Franck, Chasseur maudit
- 515. Haydn, Sinfonie No. 8, G-Dur (Le Soir)
- 516. Franck, Les Éolides
- 517. Haydn, Sinfonie No. 48, C-Dur (Maria Theresia)
- 518. Haydn, Sinfonie No. 55. Es-Dur (Schulm.)
- 519. Trapp, Sinfonie No. 4, b-moll
- 520. Graener, Sinf. breve
- 521. J. Chr. Bach, Sinfonie D-Dur
- 522. J. Chr. Bach, Sinfonie Es-Dur
- 523. Franck, Rédemption
- 524. Zádor, Tanz-Symphonie
- 525. Dvorak: Sinfonie No. 8 op. 88, G-Dur
- 526. Dvorak: Sinfonie No. 7 op. 70, d-moll
- 527.
- 528. Haydn, Sinfonie Nr. 46 B-Dur
- 529.
- 530. Haydn, Sinfonie No. 83 g-moll
- 531. Sibelius, Sinfonie No. 3 C-Dur, op 52
- 532. Mahler, Sinfonie No. 5 cis-moll
- 533. Haydn, Sinfonie No. 87 A-Dur
- 534. Haydn, Sinfonie No. 84 Es-Dur
- 535. Haydn, Sinfonie No. 49 f-moll
- 536. Haydn Sinfonie No. 6 D-Dur
- 537. Haydn, Sinfonie No. 53 D-Dur
- 538. Leo, Sinfonia-ouverture Sant Elena al Calvario, g-moll
- 539. Mozart, L., Sinfonia G-Dur
- 540. Sammartini, Sinfonia G-Dur
- 541. Mozart, Sinfonie D-Dur KV 297 Pariser Sinfonie
- 542. Mozart, Sinfonie C-Dur KV 338/409
- 543. Mozart, Sinfonie B-Dur KV 319
- 544. Haydn, Sinfonie e-moll No. 44
- 545. Haydn, Sinfonie Es-Dur No. 22
- 546. Mozart, Sinfonie A-Dur KV 201
- 547. Mozart, Sinfonie g-moll KV 183
- 548. Mozart, Sinfonie c-moll KV 200
- 549. Stein, Sinfonietta für Streicher
- 550. Haydn, Sinfonie d-moll No. 26
- 551. Haydn, Sinfonie g-moll No. 39
- 552. Tschaikovsky, Sinfonie No. 3 D-Dur op. 29
- 553. Atterberg, Sinfonia für Streicher op. 53
- 554. Mendelssohn, Sinfonie No. 5 d-moll op. 107
- 555. Tschaikovsky, Sinfonie No. 2 c-moll op. 17
- 556. Bizet, Sinfonie C-Dur
- 557. Haydn, Sinfonie C-Dur No. 63
- 558. Haydn, Sinfonie F-Dur No. 89
- 559. Haydn, Sinfonie D-Dur No. 70
- 560. Tschaikovsky, Sinfonie No. 1 g-moll, op. 13
- 561. Haydn, Sinfonie Nr. 21 A-Dur
- 562. Haydn, Sinfonie E-Dur No. 29
- 563. Haydn, Sinfonie D-Dur No. 13
- 564. Haydn, Sinfonie B-Dur No. 35
- 565. Haydn, Sinfonie c-moll No. 52
- 566. Haydn, Sinfonie C-Dur No. 30
- 567. Schumann, Ouverture - Scherzo - Finale, op. 52
- 568. Haydn, Sinfonie D-Dur No. 42
- 569. Dvořák, Sinfonie D-Dur No. 6 op. 60
- 570. Mahler, Sinfonie D-Dur No. 1
- 571. Haydn, Sinfonie D-Dur No. 57
- 572. Haydn, Sinfonie d-moll No. 80
- 573. Hindemith, Sinfonie Mathis der Maler
- 574. Stravinsky: Symphony in Three Movements/Sinfonie in drei Sätzen
- 575. Mahler, Sinfonie G-Dur No. 4
- 576. Mendelssohn, Sinfonie c-moll No. 1 op 11
- 577. Dvorak, Sinfonie F-Dur No. 5 op. 76
- 578. Mozart, Sinfonie D-Dur KV 202
- 579. Schostakowitsch, Sinfonie d-moll No. 5 op. 47
- 580. Mozart, L., Sinfonia di caccia G-Dur
- 581. Haydn, Sinfonie C-Dur No. 90
- 582. Haydn, Sinfonie Es-Dur No. 91
- 583. Haydn, Sinfonie C-Dur No. 60
- 584. Haydn, Sinfonie d-moll No. 34
- 585. Haydn, Sinfonie B-Dur No. 51
- 586. Mahler, Sinfonie a-moll No. 6
- 587. Dvorak, Der Wassermann op. 107
- 588. Haydn, Sinfonie C-Dur No. 50
- 589. Haydn, Sinfonie C-Dur No. 69
- 590. Liszt, Dante-Sinfonie
- 591. Weber, Sinfonie C-Dur No. 1
- 592. Weber, Sinfonie C-Dur No. 2
- 593. Dvořák, Sinfonie d-moll No. 4
- 594. Haydn, Sinfonie G-Dur Nr. 54
- 595. Bach Joh.Chr., Sinfonie B-Dur op. 18/2
- 596. Bach Joh.Chr., Sinfonie g-moll op. 6/6
- 597. Haydn, Sinfonie A-Dur No. 59
- 598. Balakirev, Tamara
- 599. Berlioz, Sinfonie op. 15
- 600. Liszt, Von der Wiege bis zum Grabe

### 601-700
- 601. Beethoven, Leonore No. 3
- 602. Weber, Freischütz
- 603. Mozart, Figaros Hochzeit
- 604. Beethoven, Egmont
- 605. Weber, Beherrscher der Geister
- 606. Mendelssohn, Melusine
- 607. Weber, Oberon
- 608. Mozart, Don Juan
- 609. Weber, Preziosa
- 610. Beethoven, Fidelio
- 611. Mendelssohn, Ruy Blas
- 612. Weber, Jubel-Ouvert.
- 613. Mendelssohn, Sommernachtstraum
- 614. Mozart, Zauberflote
- 615. Nicolai, Lustig. Weiber
- 616. Rossini, Wilhelm Tell
- 617. Berlioz, Waverley
- 618. Berlioz, Vehmrichter
- 619. Berlioz, König Lear
- 620. Berlioz, Röm. Carneval
- 621. Berlioz, Korsar
- 622. Berlioz, Benv. Cellini
- 623. Berlioz, Beat. u. Bened.
- 624. Tschaikowsky, 1812
- 625. Beethoven, Prometheus
- 626. Beethoven, Coriolan
- 627. Beethoven, Weihe des Hauses
- 628. Beethoven, Leonore No. 1
- 629. Beethoven, Leonore No. 2
- 630. Beethoven, Ruinen von Athen
- 631. Beethoven, Kng. Stephan
- 632. Beethoven, Namensfeier
- 633. Marschner, Hans Helling
- 634. Maillart, Das Glöckchen des Eremiten
- 635. Weber, Euryanthe
- 636. Schubert, Rosamunde
- 637. Mendelssohn, Die Hebriden
- 638. Glinka, Leben f. d. Zaren
- 639. Glinka, Ruslan und Ludmila
- 640. Cherubini, Abencerragen
- 641. Cherubini, Medea
- 642. Cherubini, Anakreon
- 643. Cherubini, Wasserträger
- 644. Cornelius, Barb. v. Bagd.
- 645. Cornelius, Der Cid
- 646. Schumann, Manfred
- 647. Schumann, Genoveva
- 648. Bennett, Najaden
- 649. Wagner, Tristan und Isolde
- 650. Boieldieu, Weiße Dame
- 651. Auber, Eherne Pferd
- 652. Wagner, Lohengrin. 1. und 3. Akt
- 653. Mendelssohn, Meeresst. und glückliche Fahrt
- 654. Rossini, Semiramis
- 655. Rossini, Tankred
- 656. Brahms, Akad. Fest-Ouv.
- 657. Brahms, Tragische Ouv.
- 658. Auber, Schwarz. Domino
- 659. Auber, Fra Diavolo
- 660. Mozart, Titus
- 661. Mozart, Idomeneus
- 662. Mozart, Cosi fan tutte
- 663. Mozart, Entführung
- 664. Smetana, Verkauft. Braut
- 665. Wagner, Meistersinger
- 666. Wagner, Parsifal
- 667. Wagner, Rienzi
- 668. Wagner, Holländer
- 669. Wagner, Tannhauser
- 670. Reger, Lustspiel-Ouv.
- 671. Wagner, Faust-Ouvert.
- 672. Weingartner, Lust.Ouv.
- 673. Volkmann, Richard III.
- 674. Volkmann, Fest-Ouv.
- 675. Tschaikowsky, Romeo
- 676. Gluck, Iphigenie i. Aulis
- 677. Smetana, Libussa
- 678. Suppé, Dichter u. Bauer
- 679. Flotow, Stradella
- 680. Flotow, Martha
- 681. Bruckner, Ouvert. in g-moll (nachgelassen)
- 682. Mendelssohn, Heimkehr aus der Fremde
- 683. Mendelssohn, Athalia
- 684. Mendelssohn, Paulus
- 685. Rossini, Der Barbier von Sevilla (Elisabeth)
- 686. Rossini, Die diebische Elster
- 687. Pfitzner, Palestrina, 3 Vorspiele
- 688. Pfitzner, Christ-Elflein
- 689. Auber, Die Stumme von Portici
- 690. Dvořák, Karneval
- 691. Gluck, Orpheus und Eurydike
- 692. Rimsky-Korsakow, La grande Pâque Russe
- 693. Lortzing, Zar und Zimmermann
- 694. Kreutzer, Das Nachtlager in Granada
- 695. Mussorgsky, Chowanschtschina
- 696. Weber, Abu Hassan
- 697. Weber, Silvana
- 698. Schubert, Alfonso und Estrella
- 699. Glasunow, Festuuvertüre
- 700. Pfitzner, Käthchen von Heilbronn

### 701-800
- 701. Beethoven, Viol.-Konz., D-Dur op. 61
- 702. Mendelssohn, Viol.-Konz. e-moll op. 64, MWV O 14
- 703. Spohr, Viol.-Konz., a-moll (Gesangssz.)
- 704. Beethoven, Klav.-Konz. c-moll
- 705. Beethoven, Klav.-Konz., G-Dur
- 706. Beethoven, Klav.-Konz., Es-Dur
- 707. Schumann, Klav.-Konz., a-moll
- 708. Tschaikowsky, Viol.-Konz., D-Dur
- 709. Tschaikowsky, Klav.-Konz. b-moll
- 710. Liszt, Klav.-Konz., Es-Dur
- 711. Bach, Viol-Konz., a-moll No. 1 BWV 1041
- 712. Bach, Viol.-Konz., E-Dur No. 2 BWV 1042
- 713. Brahms, Klav.-Konz., d-moll
- 714. Bruch, Viol.-Konz., g-moll
- 715. Brahms, Klav.-Konz., B-Dur
- 716. Brahms, Viol.-Konz., D-Dur
- 717. Mozart, Viol.-Konz., A-Dur No. 5 KV 219
- 718. Mozart, Viol.-Konz., Es-Dur No. 6 KV 268
- 719. Mozart, Klav.-Konz., D-Dur KV 537
- 720. Liszt, Klav.-Konz., A-Dur, S. 125
- 721. Mozart, Klav.-Konz., d-moll KV 466
- 722. Liszt, Totentanz (Siloti) S. 126
- 723. Brahms, Konz. f. Viol. u. Vc., a-moll op. 102
- 724. Beethoven, Klav.-Konz., C-Dur
- 725. Beethoven, Klav.-Konz, B-Dur
- 726. Grieg, Klav.-Konz, a-moll op. 16, EG 120
- 727. Bach, Konz. f. 2 Viol. d-moll BWV 1043
- 728. Lalo, Symph. espagnole op. 21
- 729. Beethoven, Tripel-Konz., C-Dur op. 56
- 730. Bach, Konz. f. 2 Klav., C-Dur, BWV 1061
- 731. Bach, Konz. f. 2 Klav., c-moll, BWV 1060
- 732. Bach, Konz. f. 3 Klav., d-moll, BWV 1063
- 733. Bach, Konz. f. 3 Klav., C-Dur, BWV 1064
- 734. Mozart, Sinfonia Concertante für Violine und Viola, Es-Dur KV 364
- 735. Dohnányi, Variat. über ein Kinderlied f. Pfte.
- 736. Mozart, Klav.-Konz., A-Dur KV 488
- 737. Mozart, Klav.-Konz., Es-Dur KV 482
- 738. Franck, Symph. Variat., FWV 46
- 739. Mozart, Klav.-Konz., C-Dur KV 467
- 740. Mozart, Klav.-Konz., c-moll KV 491
- 741. Mozart, Konz. f. 2 Klav., Es-Dur KV 365
- 742. Mozart, Klav.-Konz., Es-Dur KV 271
- 743. Mozart, Klav.-Konz., B-Dur KV 450
- 744. Bach, Klav.-Konz. d-moll BWV 1052
- 745. Bach, Klav.-Konz. f-moll BWV 1056
- 746. Weber, Konz. f. Pfte., f-moll op. 79, J. 282
- 747. Mozart, Viol.-Konz. G-Dur No. 3 KV 216
- 748. Mozart, Viol.-Konz. D-Dur No. 4 KV 218
- 749. Vivaldi, Konz. op. 3 No. 10, h-moll, RV 580
- 750. Vivaldi, Konz. op. 3 No. 11, d-moll, RV 565
- 751. Dvořák, Viol.-Konz., a-moll, B. 108
- 752. Glasunow, Viol.-Konz., a-moll op. 82
- 753. Vivaldi, Viol.-Konz., a-moll op. 3 No. 6, RV 356
- 754. Vivaldi, Viol.-Konz., g-moll op. 6 No. 1, RV 324
- 755. Mozart, Symph. conc. KV Anh. 1, No. 9
- 756. Viotti, Viol.-Konz. a-moll, No. 22, G. 97
- 757. Bach, Konzert für Klavier, Violin und Flöte a-moll BWV 1044
- 758. Vivaldi, Konz. f. Flöte D-Dur, RV 428
- 759. Bach, Konz. f. 4 Klav., a-moll, BWV 1065
- 760. Mozart, Klav.-Konz., G-Dur KV 453
- 761. Mozart, Klav.-Konz., F-Dur KV 459
- 762. Vivaldi, Konz. f. 2 Viol. op. 3 No. 8, a-moll, RV 522
- 763. Mozart, Viol.-Konz. B-Dur No. 1 KV 207
- 764. Mozart, Viol.-Konz. D-Dur No. 2 KV 211
- 765. Bach, Joh. Chr., Sinfonia Concertante, A-Dur
- 766. Mozart, Viol.-Konz. D-Dur No. 7 KV 271a
- 767. Mozart, Konz. f. Fl. u. Hf. KV 299
- 768. Bach, Joh. Chr., Sinfonia Concertante, Es-Dur
- 769. Haydn, Vc.-Konz., D-Dur
- 770. Sibelius, Viol.-Konz. d-moll op. 47
- 771. Mozart, Fl.-Konz. D-Dur No. 2 KV 314
- 772. Vivaldi, Viol.-Konz. g-moll op. 3 No. 2 RV 578
- 773. Bach, Joh. Chr., Konzert Es-Dur
- 774. Mozart, Konzert C-Dur KV 503
- 775. Mozart, Konzert B-Dur KV 595
- 776. Barsanti, Concerto grosso D-Dur op. 3 No. 4
- 777. Barsanti, Concerto grosso D-Dur op. 3 No. 10
- 778. Mozart, Klrnt.-Konz. A-Dur KV 622
- 779. Mozart, Fl.-Konz. G-Dur No. 1 KV 313
- 780. Boccherini, Konzert B-Dur
- 781. Bach C.Ph.E., Konzert a-moll
- 782. Torelli, Konzert c-moll op. 8/8
- 783. Mozart, Rondo D-Dur KV 382
- 784. Mozart, Konzert B-Dur KV 192
- 785. Dvorak, Vc.-Konz. h-moll op. 104 B. 191
- 786. Schumann, Vc.-Konz. a-moll op. 129
- 787. Vivaldi, Konzert E-Dur op. 3/12
- 788. Tschaikovsky, Variationen op. 33
- 789. Mozart, Hrn.-Konz. Es-Dur No. 2 KV 447
- 790. Geminiani, Concerto Grosso d-moll op. 5/12
- 791. Haydn, Klav.-Konz. D-Dur No. 11
- 792. Mozart, Hrn.-Konz. Es-Dur No. 2 KV 417
- 793. Weber, Klrnt.-Konz. f-moll No. 1 op 73 J. 114
- 794. Weber, Klrnt.-Konz. Es-Dur No. 2 op 74 J. 118
- 795. Mendelssohn, Konzert g-moll op. 25
- 796. Mozart, Konzert B-Dur KV 456
- 797. Mozart, Konzert Es-Dur KV 495
- 798. Haydn, Tp.-Konz. Es-Dur
- 799. Mozart, Hrn.-Konz. No. 1 D-Dur KV 412
- 800. Mozart, Konzert A-Dur KV 414

### 801-900
- 801. Berlioz, 3 Stck. a. „Faust“
- 802. Tschaikowsky, Capriccio italien
- 803. Beethoven, Romanze op. 40, G-Dur/Romanze op. 50 F-Dur
- 804. Mendelssohn, 5 Stücke a. „Sommernachtstraum“
- 805. Brahms, Haydn-Variat.
- 806. Wagner, Siegm. Liebesl.
- 807. Wagner, Walkürenritt
- 808. Wagner, Wotans Abschied u. Feuerzauber
- 809. Wagner, Waldweben
- 810. Wagner, Siegfried-Idyll
- 811. Wagner, Trauermusik a. „Götterdämmerung“
- 812. Wagner, Karfreitagszauber
- 813. Wagner, Huld.-Marsch
- 814. Wagner, Bacchanal aus „Tannhäuser“
- 815. Wagner, Einleitung zum 3. Akt v. „Tannhäuser“
- 816. Wagner, Liebesmahl der Apostel
- 817. Schubert, Musik aus „Rosamunde“
- 818. Bach, Suite No. 3, D-Dur, BWV 1068
- 819. Volkmann, Seren., d-moll
- 820. Wagner, Kaisermarsch
- 821. Bach, Suite No. 2, h-moll, BWV 1067
- 822. Strauß, Donauwalzer
- 823. Beethoven, Egmont-Mus.
- 824. Tschaikowsky, Nußknacker-Suite
- 825. Wagner, Einleit. z. 3. Akt d. Meistersinger
- 826. Wagner, Verwandlungsmusik u. Schlussszene des l. Akt v. „Parsifal“
- 827. Reger, Mozart-Variat.
- 828. Bizet, L'Arlésienne, I
- 829. Bizet, L'Arlésienne, II
- 830. Mozart, Maureriscbe Trauermusik
- 831. Weber, Aufforderung z. Tanz (Instr. v. Berlioz)
- 832. Bizet, Roma. Suite
- 833. Borodin, Steppenskizze
- 834. Glinka, Kamarinskaja
- 835. Reger, Hiller-Variation
- 836. Reger, Konz. i. alten Stil
- 837. Reger, Romant. Suite
- 838. Reger, Böcklin-Suite
- 839. Graener, Variationen üb. ein russ. Volkslied
- 840. Tschaikowsky, Francesca da Rimini
- 841. Mussorgsky, Eine Nacht auf dem kahlen Berge
- 842. Rimsky-Korsakow, Capriccio espagnol
- 843. Ljadow, Baba-Jaga
- 844. Ljadow, Kikimora
- 845. Glinka, Valse-Fantaisie
- 846. Glinka, Caprice brillant
- 847. Sekles, Gesichte
- 848. Strauß, Bürger-Suite
- 849. Strauß, Tanzsuite
- 850. Graener, Divertimento
- 851. Tschaikowsky, Slawischer Marsch
- 852. Ljadow, 8 russische Volksweisen
- 853. Ljadow, Der verzauberte See
- 854. Mozart, Les petits riens
- 855. Brahms, Serenade, D-Dur
- 856. Bach, Suite No. 1, C-Dur, BWV 1066
- 857. Tschaikowsky, Serenade
- 858. Mozart, Seren. No. 8, D-Dur KV 286
- 859. Mozart, Seren. No. 6, D-Dur KV 229
- 860. Graener, Gotische Suite
- 861. Bach, Suite No. 4, D-Dur, BWV 1069
- 862. Brahms, Serenade A-Dur
- 863. Tschaikowsky, Mozartiana
- 864. Graener, Comedietta
- 865. Wolfurt, op. 16 Tripelfuge
- 866. Strauß, Wein, Weib und Gesang
- 867. Strauß, Rosen aus dem Süden
- 868. Strauß, Geschichten aus dem Wiener Wald
- 869. Strauß, Frühlingsstimmen
- 870. Strauß, Künstlerleben
- 871. Strauß, Kaiserwalzer
- 872. Graener, Flöte von Sanssouci
- 873. Dvořák, Scherzo capriccioso
- 874. Wunsch, Lustspiel-Suite
- 875. Strauß, Wiener Blut
- 876. Trapp, Divertimento
- 877. Busch, Capriccio für kleines Orchester, Op. 46
- 878. Wunsch, Fest auf Monbijou: Suite in fünf Sätzen für kleines Orchester.
- 879. Telemann, Tafelmusik
- 880. Zádor, Ungarisches capriccio : für Orchester
- 881. Malipiero, Vier Inventionen
- 882. Telemann, Suite f. Flöte u. Streicher, a-moll
- 883. Atterberg, Ballade und Passacaglia
- 884. Elgar, Enigma-Variationen (Früher: Muller, Heit. Musik)
- 885. Elgar, Introduktion und Allegro op. 47
- 886. Borodin, Polowzische Tänze (Früher: Telemann, Suite F-Dur TWV 55:F4)
- 887. Muller, Heit. Musik (Früher: Höller, Pasacaglia und Fuge)
- 888. Graener, Variationen über ein Thema von Goethe op. 107 (Früher: Wolf, Ital. Serenade für Orchester)
- 889. Telemann, Suite F-Dur TWV 55:F4
- 890. Poot, Impromptu en forme de Rondo pour Orchestre
- 891. Purcell, 2 Suiten aus „The Fairy Queen“
- 892. Poot, Divertimento
- 893. Chabrier, España – Rhapsodie für Orchester
- 894. Respighi, Rossiniana
- 895. Ippolitov-Ivanov, Kaukasische Skizzen
- 896. Dvorak, Serenade E-Dur op. 22 B. 52
- 897. Grieg, Holberg-Suite op. 40
- 898. Bizet, Jeux d'enfants op. 22
- 899. Rósza, Variationen über ein Thema
- 900. Nussio, Escapades musicales

### 901-1000
- 901. Wagner, Rienzi
- 902. Wagner, Der fliegende Holländer
- 903. Wagner, Tannhäuser (903b: Varianten d. Pariser Bearbeiter)
- 904. Wagner, Lohengrin
- 905. Wagner, Tristan und Isolde
- 906. Wagner, Meistersinger v. Nürnberg
- 907. Wagner, Rheingold
- 908. Wagner, Die Walküre
- 909. Wagner, Siegfried
- 910. Wagner, Götterdämmerung
- 911. Wagner, Parsifal
- 912. Mozart, Zauberflöte (K. Abert)
- 913. Humperdinck, Hänsel und Gretel
- 914. Beethoven, Fidelio
- 915. Weber, Der Freischütz (H. Abert)
- 916. Mozart, Figaros Hochzeit (H. Abert)
- 917. Gluck, Iphigenie a. Tauris (H. Abert)
- 918. Mozart, Don Juan KV 527 (A. Einstein)
- 919. Mozart, Die Entführung aus dem Serail KV 384
- 920. Mozart, Così fan tutte KV 588
- 921. Verdi, La Traviata
- 922. Strauss Jr., Die Fledermaus op. 362
- 923.
- 924.
- 925. Berlioz, Les troyens
- 926. Arne, Thomas und Sally
- 927. Sullivan, The Gondoliers
- 928.
- 929. Purcell, Dido und Aeneas Z. 626
- 930.
- 931.
- 932.
- 933.
- 934.
- 935.
- 936.
- 937.
- 938.
- 939.
- 940.
- 941. Liszt, Krönungsmesse S. 9
- 942. Liszt, Missa Solemnis S. 11
- 943. Mozart, Litaniae Lauretanae
- 944. Mozart, Missa C-Dur KV 258
- 945. Händel, Te Deum D-Dur HWV 283
- 946.
- 947. Liszt, Requiem
- 948. Liszt, Christus S. 3
- 949.
- 950.
- 951. Beethoven, Missa solemnis
- 952. Brahms, Requiem (dt., frz., engl. ,it.)
- 953. Bach, Matthäus-Passion, BWV 244
- 954. Mozart, Requiem, KV 626
- 955. Haydn, Die Schöpfung
- 956. Händel, Der Messias
- 957. Bach, Kantate No. 4: Christ lag in Todesbanden BWV 4
- 958. Bach, Kantate No. 104: Du Hirte Israel, BWV 104
- 959. Bach, Hohe Messe, h-moll, BWV 232
- 960. Bruckner, Te Deum, WAB 45
- 961. Bruckner, Große Messe, F moll
- 962. Bach, Weihnachtsoratorium, BWV 248
- 963. Palestrina, Missa Papae Marcelli
- 964. Bach, Magnificat (Schering), BWV 243
- 965. Bach, Johannes-Passion, BWV 245
- 966. Palestrina, Stabat Mater
- 967. Bach, Der zufriedengestellte Aeolus BWV 205
- 968. Reger, Der 100. Psalm
- 969. Brahms, Requiem (Text deutsch)
- 970. Schubert, Messe No. 6. Es-Dur
- 971. Bach, Kaffee-Kantate
- 972. Bruckner, 150. Psalm
- 973. Pergolesi, Stabat Mater
- 974. Schubert, Messe No. 5, As-Dur
- 975. Verdi, Requiem
- 976. Schütz, Matthäus-Passion
- 977. Schütz, Die sieben Worte Christi
- 978. Schütz, Lukas-Passion
- 979. Schütz, Johannes-Passion
- 980. Schütz, Auferstehungs-Historie
- 981. Schütz, Weihnachts-Historie
- 982. Monteverdi, Messa 3 g-moll
- 983. Mozart, Messe c-moll No. 17 KV 427
- 984. Rossini, Stabat Mater
- 985. Sammartini, Magnificat
- 986. Mozart, Missa Brevis D-Dur KV 194
- 987. Haydn, Jahreszeiten
- 988. Mozart, Messe C-Dur No. 9 KV 220
- 989. Mendelssohn, Elias op. 70
- 990. Monteverdi, Messe No. 2
- 991. Monteverdi, Messe No. 1
- 992. Cherubini, Requiem: für Männerchor und Orchester
- 993. Cherubini, Requiem
- 994. Berlioz, Fausts Verdammung
- 995. Haydn, Messe d-moll (Nelson)
- 996. Beethoven, Missa for 4 solo voices, chorus and orchestra C-Dur op. 86
- 997. Byrd, Messe für 4 Stimmen
- 998. Byrd, Messe für 3 Stimmen
- 999. Byrd, Messe für 5 Stimmen (Früher: Thematisches Verzeichnis 4. Ausgabe)
- 1000. Verdi, Four Sacred Pieces (Früher: Thematisches Verzeichnis 3. Ausgabe)

### 1001–1100
- 1001. Bach, Kantate No. 12: Weinen, Klagen BWV 12
- 1002. Bach, Kantate No. 11: Lobet Gott (Himmelfahrtsorat.) BWV 11
- 1003. Bach, Kantate No. 80: Ein’ feste Burg BWV 80
- 1004. Bach, Kantate No. 6: Bleib bei uns BWV 6
- 1005. Bach, Kantate No. 161: Komm, du süße Todesstunde BWV 161
- 1006. Bach, Bauern-Kant.: „Mer han en neue Oberkeet“. Instr. von Felix Mottl
- 1007. Bach, Kantate No. 106: Gottes Zeit BWV 106
- 1008. Bach, Kantate No. 56: Kreuzstab-Kantate BWV 56
- 1009. Bach, Kantate No. 79: Gott der Herr ist Sonn’ und Schild BWV 79
- 1010. Bach, Kantate No. 54: Widerstehe doch der Sünde BWV 54
- 1011. Bach, Kantate No. 4: Christ lag in Todesbanden BWV 4
- 1012. Bach, Kantate No. 1: Wie schön leuchtet der Morgenstern BWV 1
- 1013. Bach, Kantate No. 34: O ewiges Feuer BWV 34
- 1014. Bach, Kantate No. 81: Jesus schläft, was soll ich hoffen BWV 81
- 1015. Bach, Kantate No. 85: Ich bin ein guter Hirt BWV 85
- 1016. Bach, Kantate No. 31: Der Himmel lacht BWV 31
- 1017. Bach, Kantate No. 60: O Ewigkeit, du Donnerwort BWV 60
- 1018. Bach, Kantate No. 50: Nun ist das Heil BWV 50
- 1019. Bach, Kantate Nr. 65: Sie werden aus Saba alle kommen BWV 65
- 1020. Bach, Kantate Nr. 140: Wachet auf BWV 140
- 1021. Bach, Kantate Nr. 55: Ich armer Mensch, ich Sündenknecht BWV 55
- 1022. Mozart, Exultate jubilate
- 1023. Bach, Kantate No. 104: Du Hirte Israel BWV 104
- 1024. Bach, Kantate No. 182: Himmelskönig, sei willkommen BWV 192
- 1025. Bach, Kantate No. 46: Schauet doch BWV 46
- 1026. Bach, Kantate No. 123: Liebster Emanuel BWV 123
- 1027. Bach, Kantate No. 19: Es erhub sich BWV 19
- 1028. Bach, Kantate No. 8: Liebster Gott BWV 8
- 1029. Bach, Kantate No. 21: Ich hatte viel Bekümmernis BWV 21
- 1030. Bach, Kantate No. 119: Preise, Jerusalem BWV 119
- 1031. Bach, Kantate No. 78: Jesu, der du meine Seele BWV 78
- 1032. Bach, Kantate No. 176: Es ist ein trotzig und verzagt Ding BWV 176
- 1033. Bach, Kantate No. 92: Ich hab in Gottes Herz und Sinn BWV 92
- 1034. Bach, Kantate No. 155: Mein Gott, wie lang, ach lange BWV 155
- 1035. Bach, Motette: Singet dem Herrn
- 1036. Bach, Kantate No. 39: Brich dem Hungrigen dein Brot BWV 39
- 1037. Bach, Kantate No. 211 BWV 211
- 1038. Bach, Kantate No. 51: Jauchzet Gott in allen Landen BWV 51
- 1039. Bach, Kantate No. 7 BWV 7
- 1040. Bach, Kantate No. 105 BWV 105
- 1041. Beethoven, Ne' giorni tuoi felici
- 1042. Bach, Kantate No. 67 BWV 67
- 1043. Praetorius, Geistliches Konzert: Wie schon leuchtet der Morgenstern
- 1044. Bach, Kantate, No. 53 BWV 53
- 1045. Praetorius, Geistliche Konzerte
- 1046. Bach, Kantate No. 61 BWV 61
- 1047. Bach, Kantate No. 23 BWV 23
- 1048. Bach, Kantate No. 62 BWV 62
- 1049. Bach, Kantate No. 27 BWV 27
- 1050. Bach, Kantate No. 158 BWV 158
- 1051. Bach, Kantate No. 131 BWV 131
- 1052. Bach, Kantate No. 32 BWV 32
- 1053. Mahler, Lieder eines fahrenden Gesellen
- 1054. Brahms, Rhapsody op. 53
- 1055. Bach, Kantate No. 68 BWV 68
- 1056. Bach, Kantate No. 159 BWV 159
- 1057. Bach, Kantate No. 29 BWV 29
- 1058. Bach, Kantate No. 17 BWV 17
- 1059. Bach, Kantate No. 137 BWV 137
- 1060. Mahler, Kindertotenlieder Z. 323
- 1061. Gabrieli, In Eccelsiis
- 1062. Purcell, Ode For St. Cecilias ́s Day
- 1063. Purcell, O song unto the Lord
- 1064. Purcell, Te Deum and Jubilate Z. 232
- 1065. Bach, Kantate No. 127 BWV 127
- 1066. Bach, Kantate No. 38 BWV 38
- 1067. Bach, Kantate No. 93 BWV 93
- 1068. Bach, Kantate No. 37 BWV 37
- 1069. Monteverdi, Laudate Dominum
- 1070. Purcell, Come, ye Sons of Art
- 1071. Monteverdi, Magnificat
- 1072. Telemann, Kantate Wider die falschen Propheten
- 1073. Blow, Ode for St. Cicilia's day 1691
- 1074. Albinoni, Magnificat
- 1075. Bach, Kantate No. 179 BWV 179
- 1076. Liszt, Missa Choralis
- 1077. Bach, Kantate No. 117 BWV 117
- 1078. Bach, Kantate No. 40 BWV 40
- 1079. Bach, Kantate No. 101 BWV 101
- 1080. Bach, Kantate No. 112 BWV 112
- 1081. Vivaldi, Lauda Jerusalem RV 609
- 1082. Liszt, Via Crucis
- 1083. Mozart, Regina Coeli KV 276
- 1084. Werner, Weihnachtslied
- 1085. Bach, Kantate No. 28 BWV 28
- 1086.
- 1087.
- 1088.
- 1089.
- 1090. Vivaldi, Kyrie
- 1091. Berlioz, Grande messe des morts op. 5 H. 75
- 1092. Berlioz, l'Enfance du Christ op. 25 H. 130
- 1093. Berlioz, Les nuits d'été op. 7 H. 81
- 1094.
- 1095. Berlioz, Te Deum op. 22 H. 118
- 1096. Fauré, Requiem op. 48
- 1097. Holst, Savitri
- 1098. Holst, A Choral Fantasia op. 51
- 1099. Haydn, Missa Sancti Nicolai
- 1100.

### 1101–1200
- 1101. Humperdinck, Hänsel und Gretel
- 1102. Gluck, Alceste
- 1103. Strauß, Die Fledermaus
- 1104. Lalo, Le roi d’Ys
- 1105. Boieldieu, Der Kalif von Bagdad
- 1106. Strauß, Der Zigeunerbaron
- 1107. Verdi, Die Macht des Schicksals
- 1108. Verdi, Die Sizilianische Vesper
- 1109. Cimarosa, Die heimliche Ehe
- 1110. Rossini, Die Italienerin in Algier
- 1111. Weber, Peter Schmoll op. 8 J. 8
- 1112. Verdi, Nabucco (Früher: Rossini, Die seidene Leiter)
- 1113. Rossini, Die seidene Leiter (Früher: Rossini, Il Viaggio a Reims)
- 1114. Händel, Rodelinde HWV 19 (Früher: Paisiello, La Scuffiara)
- 1115. Tschaikovsky, Hamlet op. 67
- 1116. Debussy, Prélude à l'après-midi d'un faune
- 1117. Bantock, The Frogs
- 1118. Borodin, Fürst Igor
- 1119. Mozart, Der Schauspieldirektor KV 486
- 1120. Rossini, La Cenerentola
- 1121. Rossini, Der Türke in Italien
- 1122. Rossini, Cambiale di Matrimonio
- 1123. Rósza, Konzert-Ouvertüre op. 26
- 1124. Haydn, L’isola disabitata
- 1125. Wolf-Ferrari, Susanna's Geheimnis
- 1126. Josephs, The Ants
- 1127. Rossini, Die Belagerung von Korinth
- 1128. Haydn, Die Feuersbrunst
- 1129. Schubert, Fierabras D. 796
- 1130. Schubert, Ouvertüre im ital. Stil D. 590
- 1131. Schubert, Ouvertüre im ital. Stil D. 591
- 1132. Greene, Ouvertüre No. 5 D-Dur
- 1133. Greene, Ouvertüre No. 6 Es-Dur
- 1134. Sullivan, The yeomen of the guard
- 1135. Strauss, Konzert-Ouvertüre c-moll
- 1136. Schumann, Ouvertüre op. 100
- 1137. Schumann, Fest-Ouvertüre op. 123
- 1138. Schumann, Julius Caesar op. 128
- 1139. Schumann, Hermann und Dorothea op. 136
- 1140.
- 1141.
- 1142.
- 1143.
- 1144.
- 1145.
- 1146.
- 1147.
- 1148.
- 1149.
- 1150.
- 1151.
- 1152.
- 1153.
- 1154.
- 1155.
- 1156.
- 1157.
- 1158.
- 1159.
- 1160.
- 1161.
- 1162.
- 1163.
- 1164.
- 1165.
- 1166.
- 1167.
- 1168.
- 1169.
- 1170.
- 1171.
- 1172.
- 1173.
- 1174.
- 1175.
- 1176.
- 1177.
- 1178.
- 1179.
- 1180.
- 1181.
- 1182.
- 1183.
- 1184.
- 1185.
- 1186.
- 1187.
- 1188.
- 1189.
- 1190.
- 1191.
- 1192.
- 1193.
- 1194.
- 1195.
- 1196.
- 1197.
- 1198.
- 1199.
- 1200.

### 1201–1300
- 1201. Weber, Konzert F-Dur op. 75 für Fagott und Orchester
- 1202. Haydn, Konzert C-Dur für Violine und Orchester
- 1203. Hasse, Flötenkonzert D-Dur
- 1204. Mozart, Klavierkonzert Es-Dur KV 449
- 1205. Weber, Concertino Es-Dur op. 26
- 1206. Mozart, Klavierkonzert C-Dur KV 415
- 1207. Mozart, Klavierkonzert D-Dur KV 451
- 1208. Mozart, Klavierkonzert F-Dur KV 413
- 1209. Marcello, Konzert D-Dur
- 1210. Stamitz, Konzert G-Dur
- 1211. Sammartini, Konzert C-Dur
- 1212. Quantz, Konzert G-Dur
- 1213. Schibler, Konzert op. 49
- 1214. Telemann, Konzert f-moll
- 1215. Chopin, Klavierkonzert No. 1 e-moll op. 11
- 1216. Chopin Klavierkonzert No. 2 f-moll op. 21
- 1217. Vivaldi, Konzert D-Dur op. 35/19
- 1218. Leo, Konzert D-Dur
- 1219. Locatelli, Concerto Grosso F-Dur op.7/12
- 1220. Vivaldi, Die vier Jahreszeiten Frühling op. 8/1 RV 269
- 1221. Vivaldi, Die vier Jahreszeiten Sommer op. 8/2 RV 315
- 1222. Vivaldi, Die vier Jahreszeiten Herbst op. 8/3 RV 293
- 1223. Vivaldi, Die vier Jahreszeiten Winter f-moll op. 8/4 RV 297
- 1224. Rachmaninoff, Rapsodie
- 1225. Rachmaninoff, Klavierkonzert g-moll No. 4
- 1226. Telemann, Konzert e-moll
- 1227. Vivaldi, Konzert D-Dur op. 7/12 RV 214
- 1228. Haydn, Konzert G-Dur
- 1229. Weber, Klavierkonzert No. 1 C-Dur op. 11, J. 98
- 1230. Weber, Klavierkonzert No. 2 Es-Dur op. 32, J. 155
- 1231. Tartini, Viol.-Konz. a-moll
- 1232. Haydn, Konzert D-Dur
- 1233. Schibler, Celloconcertino
- 1234. Vivaldi, Konzert D-Dur
- 1235. Josephs, Concerto da camera
- 1236. Joh. Chr. Bach, Sinfonia Concertante C-Dur
- 1237. Vivaldi, Konzert D-Dur op. 7/11
- 1238. Hindemith, The four temperaments
- 1239. Josephs, Meditatio
- 1240. Stamitz, Flötenkonzert D-Dur
- 1241. Telemann, Konzert A-Dur
- 1242. Telemann, Viol.-Konzert G-Dur
- 1243. Tschaikovsky, Klavierkonzert Nr. 2 G-Dur
- 1244. Telemann. Flötenkonzert e-moll
- 1245. Vivaldi, Konzert c-moll op. 51/3 RV 199
- 1246. Vivaldi, Konzert G-Dur op. 9/10 RV 300
- 1247. Vivaldi, Konzert C-Dur op. 44/11 RV 443
- 1248. Vivaldi, Konzert c-moll op. 9/11 RV 198a
- 1249. Mozart, Concertone C-Dur KV 190
- 1250. Vivaldi, Konzert d-moll op. 26/9 RV 407
- 1251. Scibler, Konzert op. 76
- 1252. Vivaldi, Konzert C-Dur op. 47/2 RV 533
- 1253. Strauss, Burleske, TrV 145
- 1254. Vivaldi, Konzert B-Dur op. 45/8 RV 501
- 1255. Vivaldi, Konzert G-Dur op. 51/4 RV 151
- 1256. Vivaldi, Konzert F-Dur op. 44/16 RV 98
- 1257. Vivaldi, Konzert C-Dur op. 46/1 RV 537
- 1258. Vivaldi, Konzert D-Dur op. 3/1 RV 549
- 1259. Bach C. Ph. E., Flötenkonzert A-Dur H. 437-439
- 1260. Vivaldi, Konzert D-Dur op. 3/9 RV 230
- 1261. Vivaldi, Konzert F-Dur op. 47/6 RV 539
- 1262. Vivaldi, Konzert A-Dur op. 62/1
- 1263. Bach W. F., Sinfonia d-moll
- 1264. Vivaldi, Konzert e-moll op. 3/4 RV 550
- 1265. Bach Joh.Chr., Sinfonie Concertante F-Dur
- 1266. Mozart, Klavierkonzert B-Dur KV 238
- 1267. Mendelssohn, Klavierkonzert No. 2 d-moll op. 40
- 1268. Telemann, Konzert D-Dur
- 1269. Mozart, Klavierkonzert No. 8 C-Dur KV 246
- 1270. Mozart, Klavierkonzert No. 5 D-Dur KV 175 + KV 382
- 1271. Boyce, Concerto grosso e-moll
- 1272. Schumann, Konzertstück op. 92
- 1273. Vivaldi, Konzert F-Dur RV 542
- 1274. Boyce, Concerto grosso h-moll
- 1275. Boyce, Concerto grosso B-Dur
- 1276. Touchemoulin, Konzert A-Dur
- 1277. Vivaldi, Konzert F-Dur op. 46/2
- 1278. Vivaldi, Konzert F-Dur op. 3/7
- 1279. Bach C. Ph. E., Doppelkonzert Es-Dur Wq 47
- 1280. Vivaldi, Konzert c-moll op. 44/19
- 1281. Beethoven, Klavierkonzert Es-Dur
- 1282. Weber, Konzert D-Dur op. 20
- 1283. Zelter, Bratschekonzert Es-Dur
- 1284. Vivaldi, Konzert G-Dur op. 42 No. 5 RV 545
- 1285. Saint-Saëns, Vcl.-Konzert No. 1 a-moll op. 33
- 1286. Saint-Saëns, Klavierkonzert No. 2 g-moll op. 22
- 1287. Skrjabin, Klavierkonzert fis-moll op. 20
- 1288.
- 1289.
- 1290.
- 1291. Händel, Konzert B-Dur op. 7/1 HWV 306
- 1292. Händel, Konzert A-Dur op. 7/2 HWV 307
- 1293. Händel, Konzert B-Dur op. 7/3 HWV 308
- 1294. Händel, Konzert d-moll op. 7/4 HWV 309
- 1295. Händel, Konzert g-moll op. 7/5 HWV 310
- 1296. Händel, Konzert B-dur op. 7/6 HWV 311
- 1297. Stamitz, Klar.-Konzert B-dur
- 1298. Liszt, Ungarischer Fantasie S. 123
- 1299. Hummel, Konzert E-Dur für Trompete und Orchester
- 1300. Schubert/Liszt, Wanderer-Fantasie C-Dur D. 760

### 1301-
- 1301. Zádor, Divertimento für Streicher
- 1302. Reizenstein, Cappricio
- 1303. Mussorgsky, Bilder einer Ausstellung
- 1304. Dvořák, Symphonische Variationen op. 78
- 1317. Telemann, Suite für Streicher Es-Dur TWV 55:Es3
- 1318, Grieg, Peer Gynt-Suite No. 1 op. 46 + No. 2 op. 55
- 1322. Wolf, Italian Serenade G-Dur
- 1329. Tschaikovsky, Dornröschen-Suite op. 66a
- 1330. Mozart, Serenade und Marsch D-Dur KV 185+189
- 1332. Tippett, Little Music
- 1334. Purcell, Fantasias and In Nomines
- 1339. Dohnányi, Ruralia Hungarica op. 32/b
- 1340. Dohnányi, Symphonische Minuten op. 36
- 1342. Tippett, Suite für Orchester
- 1343. Mozart, Serenade D-Dur KV 204+215
- 1345. Strauss, Csardas aus Fledermaus
- 1346. Dvořák, Slawische Tänze op. 46/1-4
- 1347. Dvořák, Slawische Tänze op. 46/5-8
- 1348. Dvořák, Slawische Tänze op. 72/1-4
- 1349. Dvořák, Slawische Tänze op. 72/5-8
- 1353. Purcell, Sonaten No. 1-6
- 1354. Purcell, Sonaten No. 7-12
- 1357. Locke, The Flat Consort
- 1358. C.Ph.E. Bach, Magnificat
- 1361. Liszt, Zwei Episoden
- 1365. Händel, Trio Sonaten op. 2/4-6
- 1376. Satie, Drei Gymnopedien
- 1391. Bach, Die Kunst der Fuge BWV 1080
- 1400. Reger, Variation und Fuge op. 86
- 1402. Mozart, Adagio und Rondo c-moll, KV 617
- 1407. Hindemith, Septett
- 1410. Strauss, Suite op. 4
- 1454. Schumann, Phantasie a-moll
- 1458. Strauss, Romanze Es-Dur op.AV 61
- 1522. Bruckner, Sinfonie N0. 1/2 c-moll
- 1523. Bruckner, Sinfonie No. 3/2 d-moll
- 1530. Bruckner, Sinfonie No. 0 d-moll
- 1601. Brahms, Schicksalslied op. 54
- 1606. Bruckner, Missa e-moll
- 1708. Händel, Dixit Dominus
- 1709. Schumann, Tragödie
- 1806. Händel, Konzert B-Dur op. 4/6
- 1802. Händel, Orgelkonzert B-Dur op. 4/2
- 1822. Schumann, Viol.-Konz. d-moll WoO 23
- 1813. Strawinsky, Dumbarton Oaks
- 1907. Tschaikowsky, Sérénade Mélancolique
- 8012. Gershwin, Rhapsody in Blue
- 8111. Xian, Yellow River
- 8113. Korngold, Die tote Stadt

## Alternativbezeichnungen
Edition Eulenburg; Eulenburgs Kleine Partitur-Ausgaben; Eulenburg Miniature Scores